# Arachniodes × kenzo-satakei
Arachniodes × kenzo-satakei là một loài dương xỉ trong họ Dryopteridaceae. Loài này được Sa.Kurata mô tả khoa học đầu tiên năm 1962.